# Lagunitas-Forest Knolls
Lagunitas-Forest Knolls és una concentració de població designada pel cens dels Estats Units a l'estat de Califòrnia. Segons el cens del 2000 tenia 1.835 habitants.

## Demografia
Segons el cens del 2000, Lagunitas-Forest Knolls tenia 1.835 habitants, 745 habitatges, i 475 famílies. La densitat de població era de 166,3 habitants/km².
Dels 745 habitatges en un 35,2% hi vivien nens de menys de 18 anys, en un 45,1% hi vivien parelles casades, en un 12,6% dones solteres, i en un 36,2% no eren unitats familiars. En el 26,3% dels habitatges hi vivien persones soles el 3% de les quals corresponia a persones de 65 anys o més que vivien soles. El nombre mitjà de persones vivint en cada habitatge era de 2,43 i el nombre mitjà de persones que vivien en cada família era de 2,87.
Per edats la població es repartia de la següent manera: un 24,2% tenia menys de 18 anys, un 5,2% entre 18 i 24, un 29,6% entre 25 i 44, un 35,4% de 45 a 60 i un 5,6% 65 anys o més.
L'edat mitjana era de 41 anys. Per cada 100 dones de 18 o més anys hi havia 96,5 homes.
La renda mitjana per habitatge era de 55.917 $ i la renda mitjana per família de 72.411 $. Els homes tenien una renda mitjana de 60.035 $ mentre que les dones 40.625 $. La renda per capita de la població era de 31.504 $. Entorn del 4,1% de les famílies i el 6% de la població estaven per davall del llindar de pobresa.

## Poblacions més properes
El següent diagrama mostra les poblacions més properes.